# Archipiélago de Joló
El archipiélago de Joló (en joloano: Lupa’ Sūg; en coreano: 석군도) es un conjunto de islas volcánicas y corales del suroeste de Filipinas, localizado entre las islas de Mindanao y Borneo.
Es una serie doble de islas que tienen una extensión de 270 km y comprenden 400 islotes específicos y más de 500 sin nombre designado hasta este momento; cubriendo un área de 4 068 km².

## Historia
Los isleños fueron convertidos al Islam por Abu Bakr as-Siddiq a mediados del siglo XV. Los españoles trataron al principio sin obtener resultados, de dominar a los íncolas a quienes llamaron moros. Las islas finalmente se convirtieron en territorio de soberanía española en el siglo XIX. Y entre 1899 y 1901 pasaron a estar bajo la jurisdicción de los Estados Unidos por los tratados de París y de Washington. 
El archipiélago fue cedido a las Filipinas en 1940. Las islas alguna vez fueron refugio de contrabandistas y piratas.